# Епархия Нинбо
Епа́рхия Нинбо́ (лат. Dioecesis Nimpuovensis) — епархия Римско-Католической церкви с центром в городе Нинбо, Китай. Епархия Нинбо входит в митрополию Ханчжоу. Кафедральным собором епархии Нинбо является церковь Пресвятой Девы Марии Семи Скорбей в городе Нинбо.

## История
15 октября 1696 года Римский папа Иннокентий XII издал бреве E sublimi Sedis, которым учредил апостольский викариат Чжэцзяна, выделив его из епархии Нанкина. В 1758 году апостольский викариат Чжэцзяна был объединён с апостольским викариатом Фуцзяни (сегодня — Архиепархия Фучжоу).
14 августа 1838 года Римский папа Григорий XVI издал бреве Ex debito, которым вновь учредил апостольский викариат Чекинга.
10 мая 1910 года апостольский викариат Чжэцзяна передал часть своей территории новому апостольскому викариату Восточного Чжэцзяна (сегодня — Архиепархия Ханчжоу). 3 декабря 1924 года апостольский викариат Чжэцзяна был переименован в апостольский викариат Нинбо.
10 августа 1926 года и 2 июля 1931 года апостольский викариат Нинбо передал часть своей территории апостольскому викариату Тайчжоу (сегодня — Епархия Тайчжоу) и апостольской префектуре Чучжоу (сегодня — Епархия Лишуй).
11 апреля 1946 года Римский папа Пий XII издал буллу Quotidie Nos, которой преобразовал апостольский викариат Нинбо в епархию.
3 мартя 1949 года епархия Нинбо поделилась своей территорией с новой епархией Юнцзя.

## Ординарии епархии
- епископ François-Alexis Rameaux (11.12.1838 — 14.07.1845)
- епископ Bernard-Vincent Laribe (14.07.1845 — 26.03.1846)
- епископ Pierre Lavaissière (27.03.1846 — 19.12.1849)
- епископ François-Xavier Danicourt (22.12.1850 — 1854)
- епископ Louis-Gabriel Delaplace (12.06.1854 — 21.12.1870)
- епископ Jean-Henri Baldus (1865 — 29.09.1869)
- епископ Edmond-François Guierry (21.01.1870 — 8.08.1883)
- епископ Paul-Marie Reynaud (7.03.1884 — 23.02.1926)
- епископ André-Jean-François Defebvre (14.12.1926 — 7.04.1967)
  - Sede vacante (с 7.04.1967 — по настоящее время)

## Источник
- Annuario Pontificio, Libreria Editrice Vaticana, Città del Vaticano, 2003, ISBN 88-209-7422-3
- Бреве E sublimi Sedis, Raffaele de Martinis, Iuris pontificii de propaganda fide. Pars prima, II, Romae 1889, стр. 158  (лат.)
- Бреве Ex debito (1838), Bullarium pontificium Sacrae congregationis de propaganda fide, V, Romae 1841, стр. 170  (лат.)
- Бреве Ex debito (1846), Raffaele de Martinis, Iuris pontificii de propaganda fide. Pars prima, V, Romae 1893, стр. 359  (лат.)
- Булла Quotidie Nos, AAS 38 (1946), p. 301]  (лат.)